# آشر (فیلم)
آشر (به انگلیسی: Asher) (تحت عنوان " هیتمن: رستگاری" در انگلستان) یک فیلم اکشن، فیلم درام آمریکایی است که در سال ۲۰۱۸ با نقش ران پرلمن بازی می‌کند. این توسط مایکل کاتن-جونز کارگردانی شده و توسط جی زارتسکی نوشته شده‌است.

## داستان
اشر یک مأمور سابق موساد است که اسلحه برای استخدام را در اختیار دارد و زندگی بی نظیر را در بروکلی که همیشه در حال تغییر است زندگی می‌کند. نزدیک شدن به پایان حرفه او، او سوگند او را به عنوان یک مرد جوان هنگامی که او ملاقات با سوفی در یک ضربه رفته اشتباه شکستن. به منظور عشق در زندگی خود قبل از اینکه دیر شود، او باید مردی را که او بود، بکشد تا بتواند تبدیل به مردی شود که می‌خواهد باشد.
- فامکه یانسن به عنوان سوفی
- ران پرلمن به عنوان اسر
- پیتر فاسینلی به عنوان اوزیل
- مارتا میلان به عنوان مارینا
- ریچارد درایفس به عنوان اولی
- جکلین بیسیت به عنوان دورا
- ند ایزنبرگ به عنوان ابرام
- گای برنت به عنوان لیور
- ویلیام پری به عنوان فلفل سیاه
- جوزف سپیورت به عنوان کریگ
- بابی دانیل رودریگز به عنوان مرد لاتین
- چارلز دلگاتو به عنوان کارمند بیدگا
- مارتا میلانس

## تولید
فیلمبرداری در منطقه سیراکیوز، نیویورک در اوت ۲۰۱۷ آغاز شد.